# Télestès de Sélinonte
Pour les articles homonymes, voir Télestès.
Télestès de Sélinonte (quelquefois Télestas, Τελέστης ou Τελέστας) est un poète lyrique grec ancien ayant vécu au IVe siècle av. J.-C. Il est l'auteur de dithyrambes, des poèmes lyriques, et est l'un des derniers représentants du genre du dithyrambe athénien. Quelques fragments de son œuvre sont conservés.

## Biographie
Diodore de Sicile mentionne Télestès parmi plusieurs poètes en activité à la troisième année de la 95e olympiade, c'est-à-dire en 398 av. J.-C. Le marbre de Paros indique que Télestès remporte une victoire à un concours de dithyrambes en 401. Selon Plutarque, Alexandre le Grand se fit envoyer en Asie des dithyrambes de Télestès et de Philoxenos. Le poète comique Théopompe d'Athènes fait allusion à Télestès dans son Althaea. On sait qu'une vie de Télestès, aujourd'hui perdue, avait été écrite par un nommé Aristoxenos, qui est cité par le grammairien Apollonios Dyscole. Un monument à la mémoire de Télestès avait été érigé par le tyran de Sicyone Aristrate et était orné de peintures de Nicomaque. La Souda indique que Télestès était un poète comique, mais c'est une erreur.

## Œuvres
La plupart des fragments conservés de l'œuvre de Télestès l'ont été par l'intermédiaire d'Athénée, qui le cite plusieurs fois dans ses Deipnosophistes. On sait notamment grâce à lui que Télestès avait composé des œuvres titrées Argô, Asclépios et Humenaios (Chant nuptial). D'autres fragments de Télestès sont préservés sur des papyrus.